# Richard Keats
Richard Keats (* 8. April 1964 in Minneapolis, Minnesota) ist ein US-amerikanischer Schauspieler, Komiker und Performance Coach.

## Leben
Richard Keats erlangte einen Bachelor an der University of California, Irvine unter seinem Tutor Robert Cohen. Neben seiner Arbeit als Schauspieler betreut und trainiert er junge Schauspieler.
Eine seiner bekanntesten Hauptrollen hatte er 1994 in dem Science-Fiction-Film Apex unter der Regie von Phillip J. Roth. In dem deutschen Spielfilm Marlene – in dem die Lebensgeschichte von Marlene Dietrich verfilmt wurde – übernahm er die Rolle des Travis Banton. Seither spielte Keats überwiegend in Fernsehserien wie Beverly Hills, 90210, Smallville, Fringe – Grenzfälle des FBI oder Fairly Legal. Im Jahr 2012 stand er für die kanadische Romanze Hitched for the Holidays in der Rolle des Nolan Bradshaw vor der Kamera. Dem amerikanischen Fernsehpublikum ist er zudem aus mehr als 65 Werbespots bekannt.

## Filmografie (Auswahl)
- 1989: Marked for Murder (Videofilm)
- 1989: Aram (Kurzfilm)
- 1989: Die Maske des roten Todes (Masque of the Red Death)
- 1992: Baby Talk (Almost Pregnant)
- 1994: Ein Strauß Töchter (Fernsehserie, eine Folge)
- 1994: Apex (A.P.E.X.)
- 1995: The Beast
- 1995: Two Moon – Im Rausch der Sinne (Return to Two Moon Junction)
- 1996: Vendetta
- 1997: Palm Beach-Duo (Fernsehserie, eine Folge)
- 1997–1999: L.A. Heat (Fernsehserie, drei Folgen)
- 1998: Monkey Business
- 1998: Mike Hammer, Private Eye (Fernsehserie, eine Folge)
- 1998: The Tiger Woods Story (Fernsehfilm)
- 1999: Beverly Hills, 90210 (Fernsehserie, eine Folge)
- 2000: Shark
- 2000: Marlene
- 2001: Torus – Das Geheimnis aus einer anderen Welt (Epoch, Fernsehfilm)
- 2002: Der Club der Detektive – Die verlorene Prinzessin (Clubhouse Detectives in Search of a Lost Princess)
- 2002: She Spies – Drei Ladies Undercover (Fernsehserie, eine Folge)
- 2003: Just Cause (Fernsehserie, eine Folge)
- 2004: The Angel of Chilside Road
- 2006: The L Word – Wenn Frauen Frauen lieben (Fernsehserie, eine Folge)
- 2007: Zero Hour
- 2007: Blood Ties – Biss aufs Blut (Fernsehserie, eine Folge)
- 2007: Supernatural (Fernsehserie, eine Folge)
- 2007: Die Geheimnisse von Whistler (Fernsehserie, eine Folge)
- 2008: Psych (Fernsehserie, eine Folge)
- 2008: Poe: Last Days of the Raven
- 2008: The Boy Next Door (Fernsehfilm)
- 2008: Der Tag, an dem die Erde stillstand (The Day the Earth Stood Still)
- 2007–2010: Smallville (Fernsehserie, drei Folgen)
- 2011: Fringe – Grenzfälle des FBI (Fernsehserie, eine Folge)
- 2012: Fairly Legal (Fernsehserie, zwei Folgen)
- 2012: Emily Owens (Fernsehserie, eine Folge)
- 2013–2014: Arrow (Fernsehserie, sechs Folgen)
- 2014: Rogue (Fernsehserie, eine Folge)
- 2014: Motive (Fernsehserie, eine Folge)
- 2014: Continuum (Fernsehserie, eine Folge)
- 2015: Backstrom (Fernsehserie, eine Folge)
- 2019: Chesapeake Shores (Fernsehserie, eine Folge)
- ab 2021: Nancy Drew (Fernsehserie)